# Максим (митраљез)
Митраљез Максим је прво пешадијско аутоматско оружје у историји. Конструисао га је 1884. британски проналазач америчког порекла сер Хајрам Стивенс Максим, по коме је и добио назив.

## Историја
Први употребљиви модел једноцевног аутоматског оружја (калибра 11,4 мм, брзине 600 метака у минуту) конструисао је 1884. Американац Хирам Максим. Максимов митраљез искористио је притисак барутних гасова у цеви оружја на дно чахуре метка, која директно потискује чело затварача уназад. Ова енергија искоришћена је за одбрављивање затварача (од цеви) и његово потискивање уназад (при чему се сабија повратна опруга затварача), извлачење и избацивање чахуре, увлачење реденика и извлачење метака. Енергија сабијене повратне опруге затварача затим враћа затварач унапред и врши убацивање метка у цев, забрављивање затварача и опаљење. Циклус рада понављао се док је притиснут обарач. Гађало се са троножног постоља, муницијом нанизаном у тканени реденик. Да би се спречило прегревање и обезбедило стално хлађење цеви, цев је била смештена у цилиндричном резервоару са водом. Овај митраљез, са извесним модификацијама, усвојиле су Велика Британија (М1904), Немачка (М1908) и Русија (М1910).

## Карактеристике
Максим је могао да испали 600 метака у минути. Просечна тежина Максима је била 27,2 kg (без постоља, које је било отприлике исте масе), дужина 107,9 cm, а дужина цеви 67.3 cm. У поређењу са данашњим митраљезима, Максим је био претежак и гломазан. Иако је за његово коришћење био довољан само један војник, у ратним условима су га обично опслуживала неколицина војника, који би пунили митраљез муницијом, доносили воду за хлађење, одређивали мету. Неколико војника је било потребно и за транспорт и монтирање овог тешког оружја.

## Употреба
Хајрам Максим је свој митраљез пријавио као патент 1883. године, а рад митраљеза је демонстриран пред публиком 1884. године.
Оружје је кориштено приликом британских експедиција у Африци, ради одбране од напада домородаца, пре свега зато што су се домороци плашили звука митраљеза.
Прва војска која је добила Максимов митраљез је Сингапурски добровољачки корпус 1889. године.
Први пут су га користиле Британске колонијалне снаге у рату Матабела (1893—1894), приликом колонизације Родезије.
Ускоро су многе Европске земље укључиле Максим у своје наоружање, а масовно га је користила руска војска у Руско-Јапанском рату.
У Првом светском рату (1914—1918), Максим су у разним варијантама користили:
Краљевина Србија, Аустроугарска, Уједињено Краљевство, Сједињене Америчке Државе, Руска Империја, Совјетски Савез, Немачко царство, Османско царство и Краљевина Италија.
Такође су га у Руском грађанском рату, користиле разне формације: белоармејци, црвеноармејци, Црна армија (Анархисти).
Током рата војници Црне армије, су Максим монтирали на коњска кола (тачанке).
Совјетски Савез је модернизовао Максим 1930. године, тако да га је Црвена армија користила и током Другог светског рата.

## Корисници
- Уједињено Краљевство
- САД
- Руска Империја
- Краљевина Србија
- Совјетски Савез
- Немачко царство
- Османско царство
- Краљевина Италија
- Дервишка држава
- Финска

## Варијанте
| Модел   | Врста | Година производње | Држава производње | Калибар (мм) | Хлађење  | Брзина (метака/мин) | Брзина (метака/мин) | Маса (кг) | Маса (кг)   | Напомена             |
| Модел   | Врста | Година производње | Држава производње | Калибар (мм) | Хлађење  | теоретски           | практично           | митраљез  | са постољем | Напомена             |
| ------- | ----- | ----------------- | ----------------- | ------------ | -------- | ------------------- | ------------------- | --------- | ----------- | -------------------- |
| Пом-пом | тешки | 1889-1896         | Велика Британија  | 37           | водено   |                     |                     |           |             |                      |
| М1893   | тешки | 1893              | Велика Британија  |              | водено   |                     |                     | 27,2      | 49,4        |                      |
| М1895   | лаки  | 1895              | Велика Британија  |              | ваздушно |                     |                     | 12,2      | 20,2        | Произведено само 135 |
| М1904   | тешки | 1904              | Велика Британија  | 7,69/7,71    | водено   | 500-600             | 250                 |           | 52-55,5     |                      |
| М1910   | тешки | 1910              | Русија            | 7,62         | водено   | 600                 | 300                 |           | 63          |                      |
| М08/15  | лаки  | 1915              | Немачка           | 7,9          | водено   | 550                 | 250                 |           | 13,1-15,5   |                      |

### Максим М1895
Максим М1895, укупне масе око 20 кг (са постољем), први лаки митраљез на свету.

### Максим М1904
Максим М1904, конструисан у Великој Британији. Тешки митраљез произведен у два калибра - 7,71 мм (масе 52 кг са троношцем) и 7,69 мм (масе 55,5 кг са постољем на точковима). Пунио се тканеним редеником са 250 метака. Брзина гађања теоријски је била 500-600 метака, али је у пракси ретко прелазила 250 метака у минуту, почетне брзине 745 м/с.

### Максим М08/15
Максим М08/15, немачки лаки митраљез из Првог светског рата.

### Максим М1910
ПМ М1910, произведен у Русији.

## Занимљивости
Митраљез Максим због своје велике убојите моћи, имао је велики утицај на тадашњу културу, тако да је у српском језику до данас остао израз „Лупа као максим по дивизији“.
Руски председник Дмитриј Медведев, је свој обилазак војног полигона искористио да опали неколико рафала из овог старог оружја.
Британски писац Жозеф Илер Пјер Белок, је у својој поеми максиму посветио неколико стихова:
- "Whatever happens, we have got
- The Maxim gun, and they have not"
- „Шта год да се деси, ми имамо
- Максимов митраљез, а они не“.[7]

## Галерија
- Музеј у Добоју
- Лаки митраљез Максим М1895 са ваздушним хлађењем.
- Музеј у Добоју
- Председник Руске федерације Дмитриј Медведев пуца из максима